# Jiří Forejt
Jiří Forejt (* 28. prosince 1944 Pardubice) je český genetik. Objevil a popsal první gen hybridní sterility u savců. Je světově uznávaným odborníkem v genetice a genomice myši.

## Vzdělání a vědecká kariéra
Jiří Forejt vystudoval v letech 1962–1968 Lékařskou fakultu Univerzity Karlovy v Hradci Králové. Vědeckou aspiranturu ukončil v roce 1975 v oboru genetika na Ústavu molekulární genetiky ČSAV v Praze a v roce 1991 získal vědeckou hodnost DrSc. v oboru genetika na Univerzitě Karlově v Praze.
V roce 2002 se habilitoval a v roce 2006 byl jmenován profesorem Univerzity Karlovy v oboru molekulární biologie a genetika na Přírodovědecké Fakultě UK v Praze. Od roku 1968 dosud pracuje na Ústavu molekulární genetiky AV ČR. Od roku 1980 dosud je vedoucím oddělení Myší molekulární genetiky.
Pracoval jako vědecký pracovník krátkodobě na prestižních zahraničních ústavech, jmenovitě na Institut Pasteur v Paříži, Imperial Cancer Research Fund Laboratories v Londýně. V letech 1992–1993, a 1995–1996 byl hostujícím profesorem na Princetonské univerzitě, Department of Molecular Biology, Princeton, USA.
Jiří Forejt s úspěchem rozvíjel spolupráci s předními zahraničními odborníky, ke kterým patří Jan Klein, Peter Goodfellow, Lee Silver, Shirley Tilghman, Hans Lehrach, Kenneth Paigen a další. Pro své vědecké projekty získává pravidelně podporu jak českých grantových zdrojů tak významných zahraničních grantových agentur jako jsou National Institute of Health USA, Howard Hughes Medical Institute USA a granty Evropské komise.

## Myší experimentální model – sterilita hybridů a komplexní dědičné znaky
Jiří Forejt se dlouhodobě věnuje studiu genetické a molekulární podstaty neplodnosti mezidruhových kříženců myši domácí. Hybridní sterilita je jedním z principů reprodukční izolace mezi dvěma populacemi v průběhu speciace – vzniku nového druhu. Na počátku sedmdesátých let minulého století se Jiří Forejt společně s Dr. Pavlem Iványim pustili do přípravy panelu nových kmenů myší z poddruhu Mus musculus musculus odchycených v Praze ve volné přírodě. Z původních 15 linií se podařilo připravit tři inbredizované kmeny, dva z nich PWD/Ph a PWK/Ph se používají v laboratořích celosvětově. V původní práci autoři odhalili neplodnost hybridních samců, potomků kmene laboratorní myši a nově připravovaného kmene PWD. Genetickým mapováním se podařilo objevit lokus hybridní sterility (Hst1) odpovědný za neplodnost hybridů. Rodičovské kmeny neplodného hybrida reprezentují reprodukčně izolované poddruhy musculus a domesticus, obývající sousedící teritoria východní a západní Evropy, na jejichž hranici se i v přírodě vyskytují sterilní hybridi. Od počátečního odhalení genetického lokusu hybridní sterility v roce 1974 vedla dlouhá cesta s použitím nejmodernějších metod od genetického a fyzikálního mapování, až k pozičnímu klonování a molekulární identifikaci genu. V roce 2009 se podařilo týmu Jiřího Forejta prokázat, že hybridní sterilitu lokusu Hst1 způsobuje gen Prdm9, který je dosud jediným genem hybridní sterility popsaným u savců.
Komplexní dědičné znaky jako je například hypertenze a další dědičné choroby jsou ovlivňovány větším počtem genů. Panel 28 chromozomálních substitučních kmenů (konzomické kmeny) byl připraven v laboratoři Jiřího Forejta s cílem usnadnit genetickou analýzu takových komplexních znaků. Každý konzomický kmen obsahuje na pozadí genomu akceptorového kmene C57Bl/6J vždy jeden chromozom z kmene PWD/Ph (resp. část chromozomu PWD/Ph).

## Ocenění, členství a funkce
Jeho vědecka práce byla oceněna řadou vyznamenání. Mezi nejvýznamnější patří:
- Cena Československé akademie věd v roce 1984
- Cena Akademie věd České republiky (1999, 2009)
- Čestná oborová medaile Gregora Johanna Mendela za zásluhy v biologických vědách (2004)
- Praemium Academiae pro vynikající vědecké osobnosti (2007–2013)
- Národní cena České vlády Česká hlava (2016)

Od roku 1999 je voleným členem Evropské molekulárně biologické organizace – European Molecular Biology Organization, od roku 1999 je voleným členem Učené společnosti ČR, v letech 2003–2006 byl voleným členem sekretariátu International Mammalian Genome Organization.

## Vybrané publikace
Jiří Forejt je autorem více než 110 původních vědeckých publikací, které jsou podle WOS citovány více než 1200x.
- Forejt J, Ivanyi P (1974) Genetic studies on male sterility of hybrids between laboratory and wild mice (Mus musculus L.). Genet Res 24: 189–206.
- Forejt J, Gregorova S (1992) Genetic analysis of genomic imprinting: an Imprintor-1 gene controls inactivation of the paternal copy of the mouse Tme locus. Cell 70: 443–450.
- Forejt J (1996) Hybrid sterility in the mouse. Trends Genet 12: 412–417.
- Storchová R, Gregorová S, Buckiová D, Kyselová V, Divina P, Forejt J (2004) Genetic analysis of X-linked hybrid sterility in the house mouse. Mamm Genome 15: 515-24.
- Jansa P, Divina P, Forejt J (2005) Construction and characterization of a genomic BAC library for the Mus m. musculus mouse subspecies (PWD/Ph inbred strain). BMC Genomics 6: 161.
- Homolka D, Ivanek R, Capkova J, Jansa P, Forejt J (2007) Chromosomal rearrangement interferes with meiotic X chromosome inactivation. Genome Res 17(10): 1431-7.
- Gregorova S, Divina P, Storchova R, Trachtulec Z, Fotopulosova V, et al. (2008) Mouse consomic strains: exploiting genetic divergence between Mus m. musculus and Mus m. domesticus subspecies. Genome Res 18: 509–515.
- Mihola O, Trachtulec Z, Vlcek C, Schimenti JC, Forejt J (2009) A mouse speciation gene encodes a meiotic histone H3 methyltransferase. Science 323: 373–375.
- Bhattacharyya T, Gregorova S, Mihola O, Anger M, Sebestova J, et al. (2013) Mechanistic basis of infertility of mouse intersubspecific hybrids. Proc Natl Acad Sci U S A 110: E468-477.
- Bhattacharyya T, Reifova R, Gregorova S, Simecek P, Gergelits V, et al. (2014) X chromosome control of meiotic chromosome synapsis in mouse inter-subspecific hybrids. PLoS Genet 10: e1004088.
- Forejt J (2016) Genetics: Asymmetric breaks in DNA cause sterility. Nature 530(7589): 167-8.
- Balcova M, Faltusova B, Gergelits V, Bhattacharyya T, Mihola O, et al. (2016) Hybrid Sterility Locus on Chromosome X Controls Meiotic Recombination Rate in Mouse. Plos Genetics 12(4):e1005906.